# Marquesado de Rubí
El marquesado de Rubí es un título nobiliario español, creado el 30 de junio de 1694 por el rey Carlos II, a favor del general de artillería José Antonio de Rubí y Boixadors, virrey de Cerdeña, en memoria y reconocimiento a los méritos de su padre Pedro de Rubí y Sabater, virrey de Mallorca.
La denominación de este título hace referencia al apellido «Rubí», del padre del primer titular, sin tener ninguna relación con el municipio de Rubí (Barcelona).

## Marqueses de Rubí
|                        | Titular                                            | Periodo                |
| Creación por Carlos II | Creación por Carlos II                             | Creación por Carlos II |
| ---------------------- | -------------------------------------------------- | ---------------------- |
| I                      | José Antonio de Rubí y Boixadors                   | 1694-1740              |
| II                     | María Francisca de Rubí y de Corbera-Santcliment   | 1740-¿?                |
| III                    | Cayetano Pignatelli y de Rubí-Corbera-Santcliment  | ¿?-¿?                  |
| IV                     | Mariana Pignatelli y de Rubí-Corbera-Santcliment   | ¿?-1780                |
| V                      | Pedro Vicente Jordán de Urríes y Pignatelli        | 1780-1799              |
| VI                     | Pedro María Jordán de Urríes y Fombuena            | 1799-1810              |
| VII                    | Pedro Ignacio Jordán de Urríes y Palafox Fuembuena | 1810-1842              |
| VIII                   | Juan Nepomuceno Jordán de Urríes y Salcedo         | 1842-1863              |
| IX                     | José María Jordán de Urríes y Ruiz de Arana        | 1863-1908              |
| X                      | José Jordán de Urríes y de Ulloa                   | 1910-¿?                |
| XI                     | Jacobo Jordán de Urríes y Vieira de Megalhaes      | 1978-1990              |
| XII                    | María Margarida Jordán de Urríes y Castelo-Branco  | 1990-1994              |
| XIII                   | José María Cubillo y Jordán de Urríes              | 1994-2018              |
| XIV                    | João Jaime Jordán de Urríes Serras                 | 2018-actual titular    |

## Historia de los marqueses de Rubí
- José Antonio de Rubí y Boixadors (Barcelona, 1669-Bruselas, 31 de diciembre de 1740), I marqués de Rubí, virrey de Mallorca y de Cerdeña, gobernador de Amberes y mariscal de campo.[2] Era hijo de Pedro de Rubí y de Sabater y de Regina de Boixadors y Crassi.[3]

Casó con Isabel María de Corbera-Santcliment, baronesa de Llinás. Le sucedió su hija:
- María Francisca de Rubí y de Corbera-Santcliment, II marquesa de Rubí[4] y baronesa de Llinás.

Casó, en 1702, siendo su segunda esposa, con Francisco Pignatelli y Aymerich (1687-1751), militar y diplomático, hijo de Domingo Pigntelli y Báez, I marqués de San Vicente, capitán general de Galicia, embajador en Dinamarca y teniente general, y de Ana de Aymerich y Argensola. Le sucedió su hijo:
- Cayetano Pignatelli y de Rubí-Corbera-Santcliment (n. 1730), III marqués de Rubí, caballero de la Orden de Alcántara, teniente general, consejero de guerra y teniente coronel de los reales ejércitos.[4]  Le sucedió su hermana:

- Mariana Pignatelli y de Rubí-Corbera-Santcliment (1725-1800), IV marquesa de Rubí y baronesa de Llinás.

Casó, el 24 de mayo de 1739, con Pedro Jordán de Urríes y Urríes, I marqués de Ayerbe. Le sucedió su hijo:
- Pedro Vicente Jordán de Urríes y Pignatelli (1743-8 de agosto de 1799), V marqués de Rubí, II marqués de Ayerbe,[6] grande de España.[7]

Casó en primeras nupcias, el 19 de enero de 1767, con María Ramona Fuenbuena y Montserrat (m. 1795), III marquesa de Lierta. Contrajo un segundo matrimonio. el 28 de septiembre de 1798, con María Josefa Azlor de Aragón y Villavicencio (m. 1813) de quien no hubo descendencia. Le sucedió, de su primer matrimonio, su hijo:
- Pedro María Jordán de Urríes y Fuenbuena (Zaragoza, 7 de octubre de 1770-Lerin, 10 de octubre de 1810),[8] VI marqués de Rubí,[9] III marqués de Ayerbe, grande de España,[6] VIII conde de San Clemente, IV marqués de Lierta, XVI barón de Torellas, gran cruz de Carlos III y gentilhombre de cámara con ejercicio y mayordomo mayor del rey Fernando VII de España.[9]

Casó en primeras nupcias, el 21 de septiembre de 1789, en Madrid, con María Nicolasa de Palafox y Silva (1760-1795). Contrajo un segundo matrimonio con María Juana Bucarelli y Bucarelli, hija de los marqueses de Vallehermoso. Sucedió su hijo del primer matrimonio:
- Pedro Ignacio Jordán de Urríes Palafox y Fuenbuena (Zaragoza, 31 de julio de 1791-16 de mayo de 1842), VII marqués de Rubí,[9] IV marqués de Ayerbe, grande de España,[6] IX conde de San Clemente, V marqués de Lierta, XVII barón de Torellas, gran cruz de Carlos III, caballero de la Orden de Calatrava y maestrante de Valencia.[9]

Casó, el 10 de noviembre de 1821, en Bilbao, con María Luisa de Salcedo y Urquijo. Sucedió su hijo:
- Juan Nepomuceno Jordán de Urríes y Salcedo (Barcelona, 2 de abril de 1825-Zaragoza, 17 de abril de 1863),[11] VIII marqués de Rubí, V marqués de Ayerbe,[6] grande de España, X conde de San Clemente, VI marqués de Lierta, XIV barón de Torellas, caballero de la Orden de Calatrava, maestrante de Zaragoza, gran cruz de la Orden de Carlos III, diputado a cortes por Zaragoza, senador por derecho propio y gentilhombre con ejercicio y servidumbre.[9]

Casó, el 10 de abril de 1850, en Madrid, con Juana María de la Encarnación Ruiz de Arana y Saavedra, hija de los condes de Sevilla la Nueva, dama de la reina y dama noble de la reina María Luisa. Sucedió su hijo:
- Juan María Nepomuceno Jordán de Urríes y Ruiz de Arana (Zaragoza, 21 de febrero de 1851-Madrid, 11 de mayo de 1908),[12] IX marqués de Rubí, VI marqués de Ayerbe,[6] grande de España, XI conde de San Clemente,[13] VII marqués de Lierta, gran cruz de la Orden de Carlos III y de la Orden de Isabel la Católica, diputado por Zaragoza, académico de bellas artes, embajador en Portugal, vicepresidente del Senado, historiador y bibliófilo.[13]

Casó, el 29 de septiembre de 1874, con Caralampia María del Pilar Méndez-Vigo y Arizcún, VIII condesa de Santa Cruz de los Manueles. Sucedió:
- José Javier Jordán de Urríes y Ulloa, X marqués de Rubí.[15]

Casó con Isabel Tomás Tapia. En 1978, Le sucedió Jacobo Jordán de Urríes y Vieira de Magalhães, quién era hijo de Juan Nepomuceno Jordán de Urríes y Méndez Vigo y de su mujer María Antonia Orta Vieira de Magalhães (Lisboa, 21 de mayo de 1878-Madrid, 1 de mayo de 1972), por tanto nieto del VIII marqués de Rubí:
- Jacobo Jordán de Urríes y Vieira de Magalhães (Lisboa, 24 de octubre de 1899-28 de octubre de 1990),[17] XI marqués de Rubí,[9] XIII conde de San Clemente,  VII marqués de Ayerbe[6] y marqués de Novallas.[9]

Casó, el 2 de septiembre en Torres Novas, en la quinta de los marqueses de Foz, con María Margarida de Castelo-Branco y Guedes Cabral (1908-1990), hija de José Ignacio de Loyola de Castelo-Branco Correia e Cunha de Vasconcelos e Sousa, X conde de Pombeiro, XI vizconde de Castelo Branco, IV marqués de Belas, gran cruz de la Orden de Isabel la Católica, y de María Margarida Tomasia Guedes Cabral Correia Queirós, hija de Tristán Guedes Correia de Queirós, I marqués de Foz y de su segunda esposa, María Cristina Silva Cabral, hija de los II condes de Cabral en Portugal.
- María Margarida Jordán de Urríes y Castelo-Branco (n. Madrid, 1 de diciembre de 1931), XII marquesa de Rubí,[9] VIII marquesa de Ayerbe[6]  XIV condesa de San Clemente y XII marquesa de Rubí.[9]

Casó, el 24 de febrero de 1962, en la iglesia de Santa María de Belém, Lisboa, con José María Cubillo y Saavedra (n. 6 de junio de 1931). La carta de sucesión en el marquesado de Ayerbe fue revocada el 19 de octubre de 2018. Sucedió su hijo en 1994:
- José María Cubillo y Jordán de Urríes (n. en 1962), XIII marqués de Rubí. Carta de sucesión revocada el 19 de octubre de 2018.

Casó con Ana de Prado y Pérez de Seoane y Colón de Carvajal, hija de Diego Prado y Colón de Carvajal.
- João Jaime Jordán de Urríes Serras (n. en 1995), XIV marqués de Rubí[22] y IX marqués de Ayerbe.[23]